# Ochosternus cribriceps
Ochosternus cribriceps là một loài bọ cánh cứng trong họ Elateridae. Loài này được Fauvel miêu tả khoa học năm 1904.